# 지배종
《지배종》(영어: Blood Free)은 2024년 4월 10일부터 2024년 5월 8일까지 방송된 디즈니 + 수요드라마다.

## 등장 인물

### 주요 인물
- 주지훈 : 우채운 역
- 한효주 : 윤자유 역
- 이희준 : 선우재 역
- 이무생 : 온산 역

### BF 그룹
- 박지연 : 정해든 역
- 전석호 : 서희 역
- 김상호 : 김신구 역
- 이서[2] : 홍새잎 역
- 강이안 : 김호승 역

### 그 외 인물
- 엄효섭 : 선우근
- 전국환 : 이문규 역
- 육현석 : 비서 역
- 최영준 : 박상민 역
- 현진 : 센서수트광고 역

### 아역
- 홍제이 : 준희 역
- 김예린 : 자매 아이 1 역
- 안지온 : 자매 아이 2 역
- 문하준 : 화동 아이 역

### 동물
- 간장이 : 만식씨 역

### 특별출연
- 고건한 : 장영실 역
- 션 리차드 : 키르 역
- 남기애 : 이정연 역

## 기타
- 한효주와 이희준은 BH엔터테인먼트에 함께 소속되어 있다.